# Охотниця-Дольна (гміна)
Гміна Охотниця-Дольна (пол. Gmina Ochotnica Dolna) — сільська гміна у південній Польщі. Належить до Новотарського повіту Малопольського воєводства.
Станом на 31 грудня 2011 у гміні проживало 8297 осіб.

## Площа
Згідно з даними за 2007 рік площа гміни становила 141.03 км², у тому числі:
- орні землі: 39.00%
- ліси: 58.00%

Таким чином, площа гміни становить 9.56% площі повіту.

## Населення
Станом на 31 грудня 2011:
| Опис     | Загалом | Загалом | Чоловіки | Чоловіки | Жінки | Жінки |
| -------- | ------- | ------- | -------- | -------- | ----- | ----- |
| одиниця  | осіб    | %       | осіб     | %        | осіб  | %     |
| все      | 8297    | 100     | 4144     | 49.95    | 4153  | 50.05 |
| міське   | 0       |         | 0        |          | 0     |       |
| сільське | 8297    | 100     | 4144     | 49.95    | 4153  | 50.05 |

## Сусідні гміни
Гміна Охотниця-Дольна межує з такими гмінами: Камениця, Кросьценко-над-Дунайцем, Лонцько, Новий Тарґ, Чорштин.